# Roberto Battaglia (schermidore)
Roberto Battaglia (Milano, 23 giugno 1909 – Milano, 25 aprile 1965) è stato uno schermidore italiano, specializzato nella spada.
Ha vinto una medaglia d'oro nella scherma ai Giochi olimpici di Helsinki 1952, disciplina spada a squadre con Franco Bertinetti, Giuseppe Delfino, Dario Mangiarotti, Edoardo Mangiarotti e Carlo Pavesi.
Ha vinto, inoltre, due medaglie d'oro ai mondiali di spada a squadre del 1937 e del 1949, oltre a due campionati italiani individuali di specialità nel 1942 e nel 1943..

## Palmarès
In carriera ha ottenuto i seguenti risultati:

### Giochi olimpici
Individuale
A squadre
- Oro nella spada a Helsinki 1952

### Mondiali
Individuale
A squadre
- Oro nella spada a Parigi 1937
- Oro nella spada a Il Cairo 1949
- Argento nella spada a Varsavia 1934
- Argento nella spada a Stoccolma 1951
- Bronzo nella spada a Piešťany 1938

### Campionati italiani
Individuale
- Oro nella spada nel 1942
- Oro nella spada nel 1943

A squadre